# NGC 1801
NGC 1801 је расејано звездано јато у сазвежђу Златна риба које се налази на NGC листи објеката дубоког неба.
Деклинација објекта је - 69° 36' 50" а ректасцензија 5h 0m 34,6s. Привидна величина (магнитуда) објекта NGC 1801 износи 12,2. NGC 1801 је још познат и под ознакама ESO 56-SC45.